# George Puce
George Puce, wł. Juris Pūce (ur. 29 grudnia 1940 w Jełgawie) – kanadyjski lekkoatleta pochodzenia łotewskiego, specjalista rzutu dyskiem i pchnięcia kulą, trzykrotny medalista igrzysk Brytyjskiej Wspólnoty Narodów, olimpijczyk.

## Kariera sportowa
Zdobył brązowy medal w rzucie dyskiem na uniwersjadzie w 1965 w Budapeszcie. Na igrzyskach Imperium Brytyjskiego i Wspólnoty Brytyjskiej w 1966 w Kingston zdobył srebrny medal w tej konkurencji (przegrywając jedynie z Lesem Millsem z Nowej Zelandii, a wyprzedzając innego Nowozelandczyka Robina Taita) oraz brązowy medal w pchnięciu kulą (za swym kolegą z reprezentacji Kanady Dave’em Steenem i Millsem).
Zdobył brązowy medal w rzucie dyskiem (za Amerykanami Garym Carlsenem i Rinkiem Babką) oraz zajął 4. miejsce w pchnięciu kulą na igrzyskach panamerykańskich w 1967 w Winnipeg. Odpadł w kwalifikacjach rzutu dyskiem na igrzyskach olimpijskich w 1968 w Meksyku. Był również zgłoszony do pchnięcia kulą, lecz nie wystartował w tej konkurencji. Zwyciężył w rzucie dyskiem na Igrzyskach Konferencji Pacyfiku w 1969 w Tokio.
Zdobył złoty medal w rzucie dyskiem (przed Millsem i Billem Tancredem z Anglii) na igrzyskach Brytyjskiej Wspólnoty Narodów w 1970 w Edynburgu.
Puce był mistrzem Kanady w rzucie dyskiem w 1966, 1968 i 1969, wicemistrzem w 1972 oraz brązowym medalistą w 1962. Był również wicemistrzem w pchnięciu kulą w 1962.
Dziewięciokrotnie poprawiał rekord Kanady w rzucie dyskiem do rezultatu 64,39 m, uzyskanego 16 marca 1968 w Reno (najlepszy wynik w jego karierze). Był również rekordzistą swego kraju w pchnięciu kulą z wynikiem 19,25 m, osiągniętym 7 września 1968 w Stouffville. Jego rekord życiowy w pchnięciu kulą w hali wynosił 19,61 m, ustanowiony 11 marca 1968 w Toronto.